# Ampertshausen (Schweitenkirchen)
Ampertshausen ist ein Gemeindeteil von Schweitenkirchen im oberbayerischen Landkreis Pfaffenhofen an der Ilm. Das Kirchdorf liegt circa zweieinhalb Kilometer südlich von Schweitenkirchen und ist über die Kreisstraße PAF 25 zu erreichen.

## Geschichte
Ein sich nach „Hunprehtshusen“ nennendes Adelsgeschlecht ist im 12. und 13. Jahrhundert belegt. 
Wolfgang Münsträr verkaufte 1453 die Hofmark zu „Hamppershausen“ an Thoman von Preysing zu Wolnzach. Die Hofmark blieb in der Folgezeit mit der Herrschaft Wolnzach niedergerichtlich verbunden. 
Ampertshausen wurde am 1. Mai 1978 als Gemeindeteil der zuvor selbständigen Gemeinde Aufham im Rahmen der Gemeindegebietsreform nach Schweitenkirchen eingegliedert.

## Baudenkmäler
Siehe auch: Liste der Baudenkmäler in Ampertshausen
- Filialkirche St. Peter und Paul

## Bodendenkmäler
Siehe: Liste der Bodendenkmäler in Schweitenkirchen

## Persönlichkeiten
- Hans Eisenmann (* 1923 in Ampertshausen; † 1987 in München), Politiker (CSU), Staatsminister für Landwirtschaft und Forsten in Bayern (1969–1987)